# Manettia thysanophora
Manettia thysanophora är en måreväxtart som beskrevs av Herbert Fuller Wernham. Manettia thysanophora ingår i släktet Manettia och familjen måreväxter.
Artens utbredningsområde är Peru. Inga underarter finns listade i Catalogue of Life.